# Anbang
Anbang (kinesiska: 安邦, 安邦乡) är en socken i Kina. Den ligger i provinsen Heilongjiang, i den nordöstra delen av landet, omkring 360 kilometer öster om provinshuvudstaden Harbin. Antalet invånare är 19 661. Befolkningen består av 9 502 kvinnor och 10 159 män. Barn under 15 år utgör 11,0 %, vuxna 15-64 år 81 %, och äldre över 65 år 7,0 %.
Genomsnittlig årsnederbörd är 815 millimeter. Den regnigaste månaden är juli, med i genomsnitt 186 mm nederbörd, och den torraste är januari, med 5 mm nederbörd.